# Уповноважений революцією
«Уповноважений революцією» — радянський трисерійний телефільм 1987 року, знятий режисером Зиновієм Ройзманом на кіностудії «Узбекфільм».

## Сюжет
Туркестан. 1919 рік. Видатний більшовик Валеріан Куйбишев призначений командувачем Туркестанського фронту. Фільм розповідає про становлення Радянської влади у Середній Азії.

## У ролях
- Микола Єрьоменко — Валеріан Куйбишев
- Сергій Никоненко — Михайло Фрунзе
- Саїдкаміль Умаров — Ахунбаєв
- Шухрат Іргашев — Рискулов
- Інтс Буранс — Цируль
- Елгуджа Бурдулі — Еліава
- Шавкат Абдусаламів — Рахматов
- Аристарх Ліванов — Бабічев
- Жанна Прохоренко — Фомічова
- Микола Кочегаров — Рудзутак
- Олександр Аржиловський — Сергій Сухарєв
- Ірина Метлицька — Ірина Зайцева
- Бахтіяр Закіров — Газіз
- Борис Хімічев — Белз
- Ульмас Аліходжаєв — емір
- Джавлон Хамраєв — Кушбегі
- Рустам Сагдуллаєв — Рахім-бек
- Юрій Гусєв — Лєвков
- Володимир Коренєв — Сербський
- Бахтійор Іхтіяров — Ахун-Ходжа
- Набі Рахімов — Саїд-Ахмад
- Віктор Чеботарьов — Бєлоусов
- Володимир Корнезо — Голощокін
- Гогліко Гамілагдішвілі — Єнукідзе
- Юрій Чернов — фельдшер
- Рано Закірова — Ташгуль
- Шукур Ходжаєв — Анвар
- Мурад Раджабов — Шермат-хан
- Уйгун Тухтаєв — Мухітдінов
- Ян Янакієв — Сандлер
- Сергій Яковлєв — червоноармієць
- Віталій Яковлєв — молодий червоноармієць
- Володимир Харьковський — командир частини
- Олег Ізмайлов — епізод
- Володимир Теппер — офіцер
- Ігор Парамонов — командир частини
- Владилен Трегубов — генерал
- Вадим Іванов — офіцер
- Володимир Голованов — командир частини
- Сергій Піжель — помічник Куйбишева
- Б. Кабулов — епізод
- Шариф Кабулов — зв'язковий
- Мухаммаджон Холматов — епізод
- Хікмат Гулямов — епізод
- Т. Мірджалалов — епізод
- Фархад Хайдаров — епізод
- Анвар Кенджаєв — точильник
- Ходжіакбар Нурматов — Мугімов
- Іван Єрошевський — епізод
- К. Никоненко — епізод
- В'ячеслав Жаріков — начальник станції
- Володимир Прохоров — зв'язковий
- Анна Твеленьова — дружина Цируля
- Віктор Уральський — начальник станції
- Саїдмурад Зіяутдінов — житель кишлаку
- Володимир Любовський — епізод
- А. Мухамедов — житель кишлаку
- Рано Хамраєва — секретар
- Рафік Юсупов — епізод

## Знімальна група
- Режисер — Зиновій Ройзман
- Сценаристи — Едуард Веріго, Борис Шапіро-Тулін, Зиновій Ройзман
- Оператор — Леонід Травицький
- Композитор — Дмитро Янов-Яновський
- Художник — Кахрамон Нурітдінов